# وايرجارد
وايرجارد (بالإنجليزية: WireGuard)‏ هو بروتوكول اتصال وبرمجية حرة مفتوحة المصدر تطبق شبكة خاصة افتراضية بسيطة للغاية ولكنها سريعة وحديثة تستخدم أحدث تقنيات التشفير، بدأ مطور وايرجارد، الباحث الأمني أ. جايسون دونينفيلد، العمل على البروتوكول في عام 2016. وطُور في الأصل لنظام لينكس، وهو متوفر أيضًا على أنظمة التشغيل مايكروسوفت ويندوز وماك أو إس وأندرويد وآي أو إس. من قبل شركة ايدج سيكيورتي التي تأسست 2016 ويقع مقرها في هنغاريا.

## تاريخ
توجد لقطات مبكرة لقاعدة الشفرة اعتبارًا من 30 يونيو 2016. أربعة من أوائل المستخدمين الذين تبنوا وايرجارد هم مزودي خدمة مولفاد، ازير في بي إن ، أي في بي إن و كريبتوستورم. تلقت وايرجارد تبرعات من مولفاد وبرافيت انترنت أكسس و أي في بي إن و مؤسسة إن إل نت  والآن أيضًا من أو في بي إن.
اعتبارًا من يونيو 2018، ينصح مطورو وايرجارد بالتعامل مع الكود والبروتوكول على أنهما تجريبيان ، والحذر من أنهم لم يحققوا بعد إصدارًا مستقرًا متوافقًا مع تتبع سي في إي لأي ثغرات أمنية قد تُكتشف.

## طريقة عمل وايرجارد
يستخدم وايرجارد التشفير الحديث ورمز الشبكة لإنشاء نفق مشفر بين جهازين. باستخدام بعض الاستراتيجيات الذكية، فإنه يعمل حتى عندما يتغير عنوان بروتوكول الإنترنت(أي بي) لجهاز العميل. على سبيل المثال ، يمكنك التبديل من بيانات الجوال إلى شبكة واي فاي دون الانتظار لمدة ثلاثين ثانية لإعادة اتصال شبكة خاصة افتراضية.

## شبكة خاصة افتراضية تدعم وايرجارد
(مولفاد) كواحد من أوائل المساهمين الماليين في مشروع وايرجارد، دعم مولفاد وايرجارد من مرحلة مبكرة. يعتبر وايرجارد الطريقة المفضلة لاستخدام مولفاد، أيضاً الشبكة خاصة افتراضية ( أي في بي إن) تمامًا مثل مولفاد، يمكن استخدام بروتوكول وايرجارد من تطبيقات أي في بي إن بدون برامج إضافية. وجاء الدور على نورد في بي إن كأول شبكة خاصة افتراضية «كبيرة» تتبنى وايرجارد كانت نورد في بي إن. وتحقق ذلك عن طريق تعديل برنامج وايرجارد مفتوح المصدر وإنشاء بروتوكول خاص بهم - نورد لنكس.